# 瀬田輪中

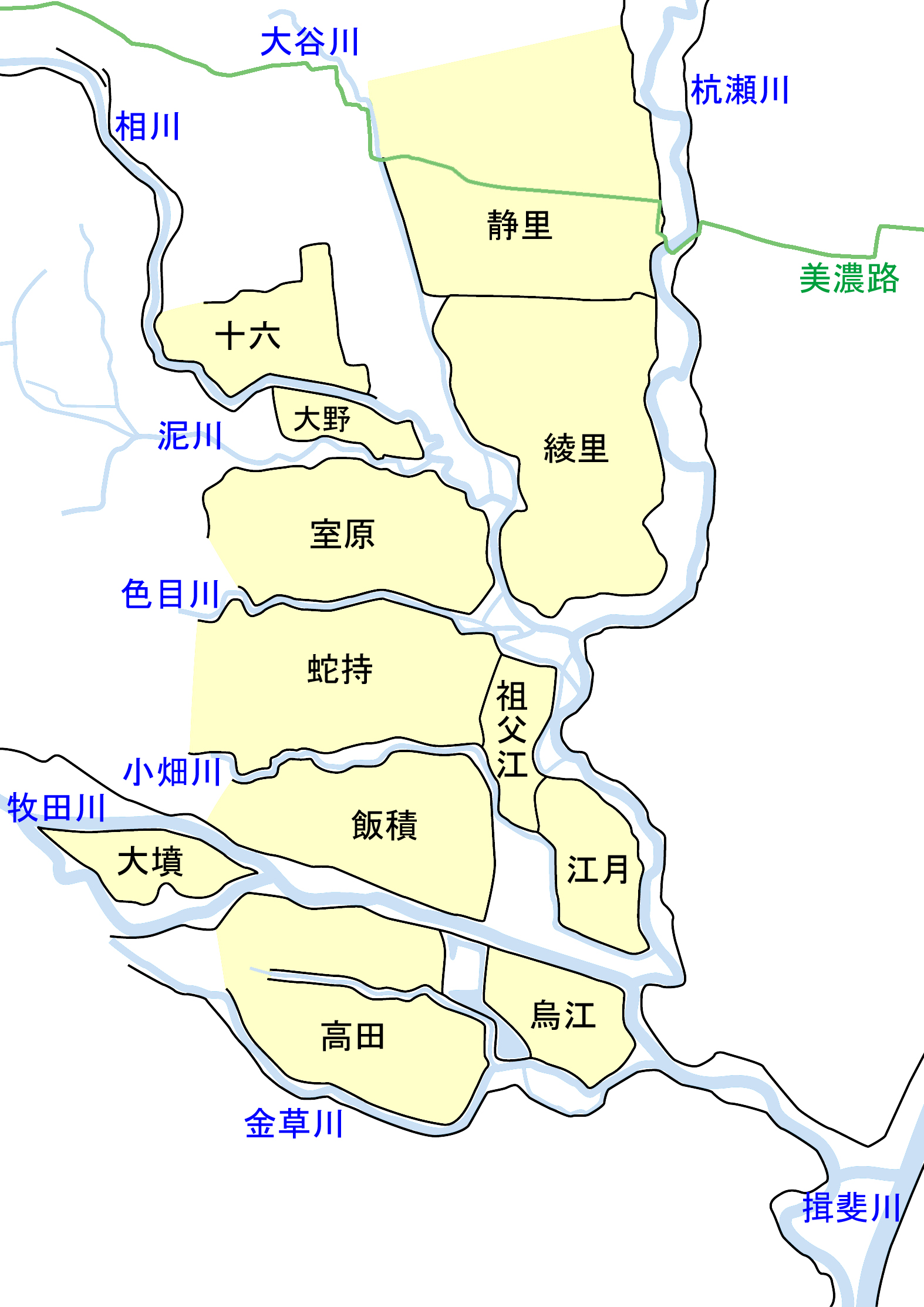
明治時代初期の瀬田輪中の地域および河川の様子

瀬田輪中（せたわじゅう）とは、岐阜県西部の揖斐川およびその支流の流域にあった小輪中群の俗称。瀬田輪中を構成する一部の輪中で先行成立した喜多輪中（きたわじゅう）についても併せて説明する。

## 概要

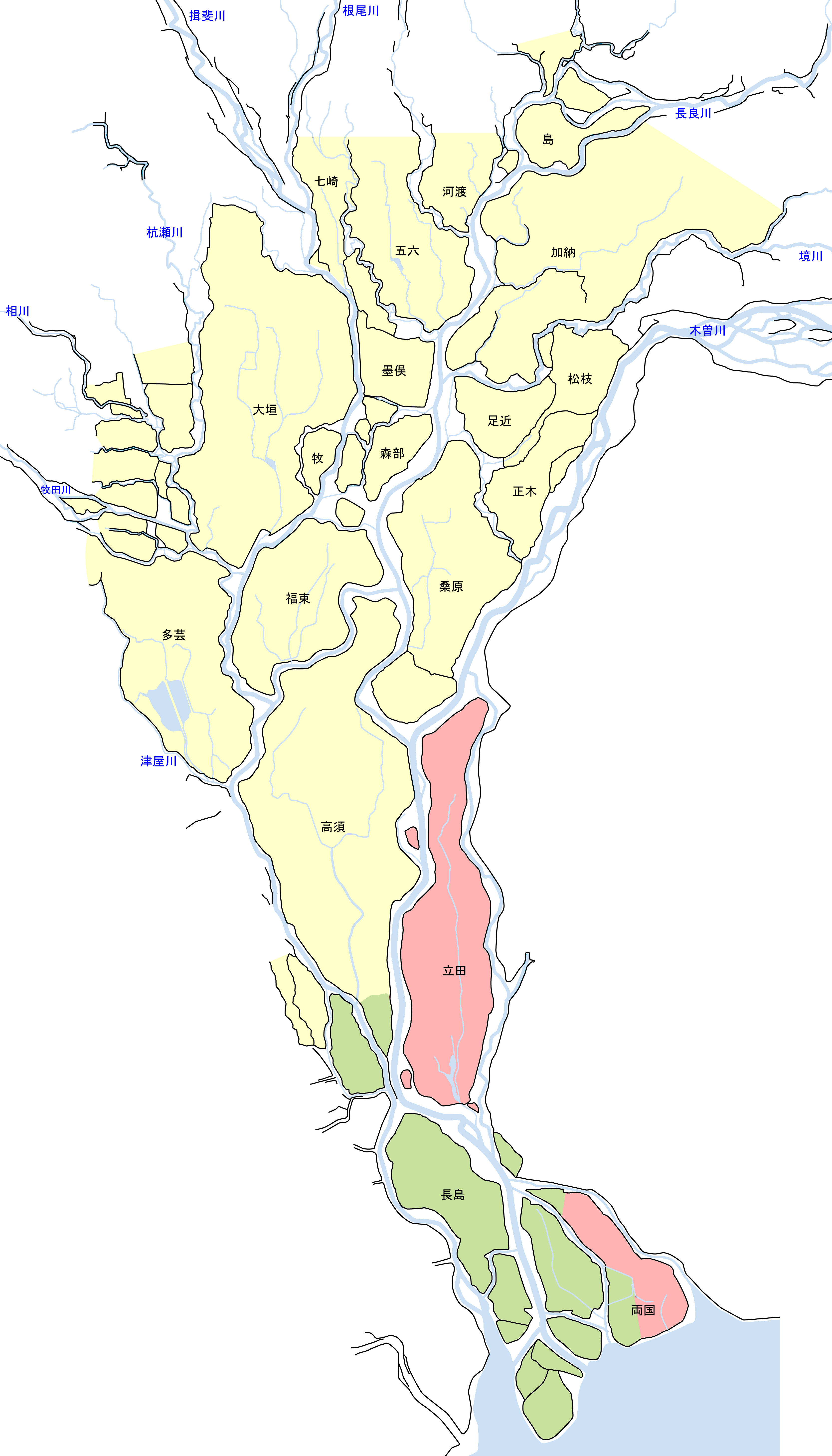
明治時代初期の輪中地帯の様子（黒字は主要な輪中名、水色線・青字は主要な河川、着色は黄が美濃国（岐阜県）・赤が尾張国（愛知県）・緑が伊勢国（三重県））

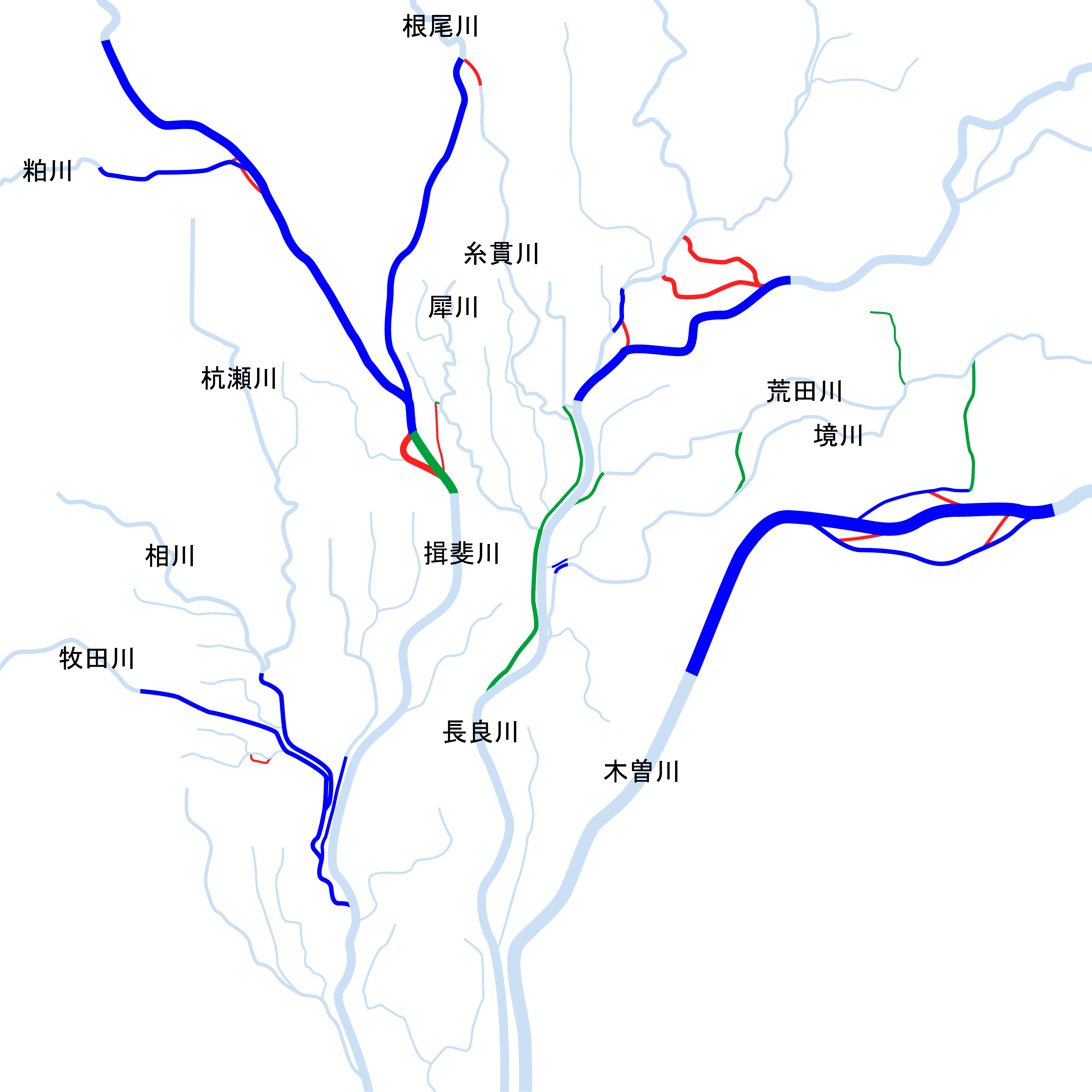
木曽川上流改修工事前後の河道比較。青線部が拡幅・線形改善などが行われた箇所、緑線部が新規開削箇所、赤線部が廃川など。

瀬田輪中に該当する地域は杭瀬川以西、金草川以北の地域にあたり、現在の大垣市から養老郡（養老町・垂井町）にまたがる範囲が相当する。この地域で長年の治水上問題であった牧田川・杭瀬川の合流点以下の改修工事実現のために、水防上の利害関係から1928年（昭和3年）に設立された「瀬田水害予防組合」に因む。瀬田水害予防組合には静里・綾里・十六・大野・室原・蛇持・祖父江・江月・飯積・大墳・高田・烏江の12輪中が含まれ、複合輪中の様相は持つものの、一般的な複合輪中が存在する懸廻堤は持たない。改修工事は木曽川上流改修工事の付帯工事として着工後に太平洋戦争による中断があったものの、1950年（昭和25年）に牧田川と杭瀬川の分流がなされた。
瀬田輪中に先立って成立した喜多輪中は、泥川・相川・杭瀬川・牧田川に囲まれた範囲が相当する。多芸輪中において計画された五日市堤の水利工事に対抗するために、水防上の利害関係を共有する対岸の輪中が中心となって1918年（大正7年）に設立された「喜多輪中水害予防組合」に因む。喜多輪中水害予防組合には室原・蛇持・祖父江・江月・飯積・大墳の6輪中が含まれ、瀬田水害予防組合と同様に該当範囲の輪中を指す俗称であり、懸廻堤は持たない。

## 範囲内の小輪中
静里輪中（しずさとわじゅう）
東を杭瀬川・西を大谷川に挟まれた範囲の北側で、現在の大垣市西部に位置する。一帯の輪中では比較的歴史が古く、江戸時代には大垣藩の治水政策により「水の遊び場」として位置づけられ杭瀬川沿いの堤防が切り取られ、逆側の大谷川沿いを含む輪中北側の堤防がなかったため水害が多かった。水害の際に美濃路に積む土のうを巡って南北で対立があったが、1677年（延宝5年）に江戸幕府の裁決によって約定が結ばれた。輪中堤の完成は1875年（明治8年）。
綾里輪中（あやさとわじゅう）または綾野輪中（あやのわじゅう）
東を杭瀬川・西を大谷川（相川）に挟まれた範囲の南側で、現在の大垣市西部に位置する。輪中堤の完成は静里輪中よりも古い。輪中内には下塩田・綾野・野口の3つの集落があったが、下塩田だけを囲む小堤や、綾野と野口の間に除があった。
十六輪中（じゅうろくわじゅう）
西と南を相川・東を大谷川に囲まれた範囲で、現在の大垣市と垂井町にまたがる。集落は1つで十六村が輪中の北西部に存在する。古くから洪水の被害が多い地域であり、1771年（明和8年）・1811年（文化11年）・1829年（文政12年）に輪中堤の築造を願い出るが多芸輪中・今村輪中の村などの反対により不成立となる。1849年（嘉永2年）に無届で2か所の新堤を築くが綾里輪中など下流の村によって実力行使で破壊される、1869年（明治2年）に旧大垣藩主に嘆願して水除囲堤を築造するが、周辺の輪中との抗争は絶えなかった。
大野輪中（おおのわじゅう）
北と東を相川・南を泥川に挟まれた範囲で、現在の大垣市西部に位置する。十六村の枝郷である大野村が唯一の集落。
室原輪中（むろはらわじゅう）
東を相川・北を泥川・南を色目川に囲まれた範囲で、現在の養老町北部に位置する。山地側に面する西側には堤防を持たない。室原・大坪の集落があるが、1709年（宝永6年）の治水工事に伴う「八か村協約」で色目川の室原堤は大坪・蛇持の堤防と同じ高さにするよう取り交わされた。
蛇持輪中（じゃもちわじゅう）
北を色目川・南を小畑川に挟まれた範囲で、現在の養老町北部に位置する。西側は除があったものの、堤防は持たない。牧田川の逆水による水害が多く、また『濃州徇行記』には対岸で天領だった飯積輪中よりも堤防が低かったことが記されている。
祖父江輪中（そぶえわじゅう）
北を色目川・南を小畑川・東を杭瀬川に囲まれた範囲で、南西を小畑川に挟まれた範囲で、現在の養老町北部に位置する。北から東にかけて杭瀬川・相川・色目川が合流する遊水地が広がり、西に蛇持輪中・南東に江月輪中と接するが間に川はない。杭瀬川の自然堤防を中心に開発され、唯一の祖父江集落も自然堤防上に立地するが、全体的には低地であり長らく悪水に苦しんだ。
江月輪中（えつきわじゅう）
北と東を杭瀬川・西と南を小畑川に挟まれた範囲で、現在の養老町北部に位置する。寛永年間にこの地域の開発が始まり、1784年（天明4年）に懸廻堤が完成した。
飯積輪中（いいづみわじゅう）
北と東を小畑川・南を牧田川に挟まれた範囲で、現在の養老町北部に位置する。西側は高位部で、除はあるが大きな堤防はない。輪中内に金屋・直江・飯積の3集落があり、高位部の金屋・直江と低位部の飯積の間に除があったが、1692年（元禄5年）の洪水でこの除を切り開いて飯積村方面に流したことで争いが起きた。1709年（宝永6年）の治水工事に伴う「八か村協約」で飯積輪中堤は、小畑川対岸の祖父江堤より高くしないことが取り交わされた。
大墳輪中（おおつかわじゅう）
牧田川流域にあった範囲で、現在の養老町北部に位置する。かつては南北に分かれて流れていた牧田川の中州に位置したが、後に南側は締め切られた。
高田輪中（たかだわじゅう）または島田輪中（しまだわじゅう）
北を牧田川・南を金草川に挟まれた範囲で、現在の養老町中央部に位置する。下流の烏江輪中とは牧田川・金草川に対する治水では同一の利害関係にあり、木曽三川分流工事の頃の地形図では完全に1つの堤防で繋がれて描かれている。高田輪中内には牧田川に関係する湧水があり、小堤で囲んだ小川によって下流へと流していた。排水路の北を「高田輪中」、南を「下高田輪中」と分割して呼ぶ場合もある。
烏江輪中（からすえわじゅう）
北を牧田川・南を金草川に挟まれた範囲で、現在の養老町北東部に位置する。牧田川と杭瀬川水系9筋が合流する地点に近く、傾斜が緩やかであったため牧田川の河底は年々高くなっていたため、洪水の際には杭瀬川水系への逆水で水害は年々悪化していった。1674年（元禄6年）に合流点近くの柳や藪を刈るよう願い出るが実現には至らず、昭和に至るまで根本的な解決には繋がらなかった。